# Prilep

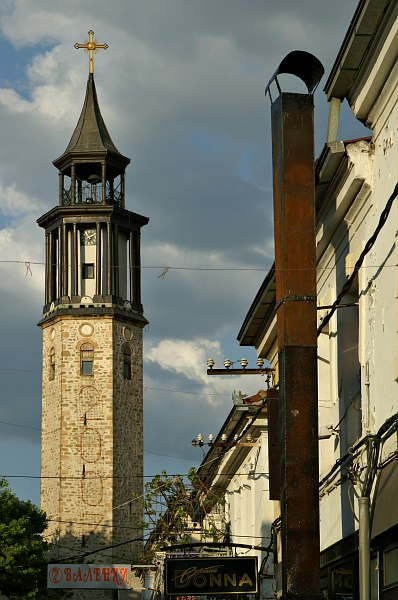
Der Uhrturm in der Altstadt

Prilep (mazedonisch Прилеп; albanisch Përlepi, indefinit Përlep) ist eine Stadt im Süden Nordmazedoniens, im nördlichen Teil der Pelagonischen Ebene. Es ist Zentrum der gleichnamigen Gemeinde.

## Name
Die Stadt wird auf Mazedonisch Прилеп Prilep, auf Türkisch Pirlepe, auf Albanisch Përlep oder Përlepi bzw. Prilep oder Prilepi, auf Aromunisch Pîrleap oder Părleap und auf Griechisch Πριλέπια Prilépia oder Πρίλαπος Prílapos genannt.

## Bevölkerung
Bei der letzten, 2002 durchgeführten Volkszählung zählte die Stadt Prilep 66.246 Einwohner, davon waren 61.320 (92,43 %) ethnische Mazedonier, 4.372 (6,60 %) Roma und 554 gaben eine andere Ethnie an.
Für die Gemeinde Prilep, die des Weiteren noch 58 benachbarte Dörfer umfasst, wurden 76.768 Einwohner gezählt. 70.878 waren ethnische Mazedonier, 4.433 Roma und 1.457 gaben eine andere Volkszugehörigkeit an. Die Mazedonier zählen sich mehrheitlich zum orthodoxen Christentum und gehören der Mazedonisch-Orthodoxen Kirche an. Ein kleiner Teil der Bevölkerung zählt sich zum sunnitischen Islam.

## Kultur
Mitte Juli findet in Prilep jährlich ein Bierfestival („Pivofest“) statt. Die viertägige Veranstaltung zieht ca. 200.000 Besucher an. Dabei finden zahlreiche Auftritte nationaler und internationaler Musiker statt.

## Geschichte
Im Mittelalter, in der zweiten Hälfte des 7. Jahrhunderts war das Prilep-Feld das Zentrum des bulgarischen Staates von Khan Kuwer, welches sich in den nächsten Jahrhunderte mit dem Ersten Bulgarischen Reich, welches an der Donau gegründet wurde, vereinigte.
Die Stadt liegt am Fuße der Burg Markovi Kule des legendären serbischen Königs Marko Mrnjavčević, auch bekannt als Kraljević Marko, um den sich viele Mythen ranken. Darin ist König Marko als weiser Herrscher und Kämpfer gegen die Türken dargestellt. Die bewegte Geschichte Prileps spiegelt sich heute im alten Uhrturm (siehe auch Sahat Kula), der einst ein Kirchturm war, in einer halb verfallen Moschee aus osmanischer Zeit und einer restaurierten Mauer im Park vor dem Rathaus. Dabei handelt es sich um eine Mauer eines Gefängnisses aus osmanischer Zeit. Neben den Ruinen der Burganlage Markovi Kuli ‚Türme des Marko‘ ist auch das Erzengel-Michael-Kloster sehenswert.

### Ausgrabungen und Sehenswertes rund um Prilep
Es gibt mehrere Ausgrabungsstätten in unmittelbarer Nähe. Eine große römische Nekropole und Teile vieler Häusermauern deuten darauf hin, dass diese Siedlung das antike Ceramiae ist. Am Kloster Varoš, das auf den steilen Hängen des Hügels gebaut wurde und wo später eine mittelalterliche Gemeinde wohnte, gibt es ebenfalls antike Grabstätten, einige davon mit gemeißelten Bildnissen der Verstorbenen, die im Garten des Klosters besichtigt werden können.
Eines der wichtigsten antiken Denkmäler in der Umgebung ist die Stadt Styberra, eine der größten antiken Städte in der Region und gleichzeitig eine der urbanen Siedlungen. Sie befindet sich in der Nähe des Dorfes Čepigovo, in der zentralen Region Pelagoniens. Noch zu Zeiten der Römisch-Makedonischen Kriege war sie als Sitz der makedonischen Königs Perseus bekannt. Die Ausgrabungen enthüllten eine archäologische Fundgrube aus der vorchristlichen Zeit. Gefäße aus Keramik, Münzen, Denkmäler aus Marmor, über 30 Statuen respektabler Bürger der Stadt und Gedenktafeln mit Inschriften, der Tempel der Göttin der Hoffnung – Tiha, die Architektur, die dekorativen Plastiken, der Schmuck, die Infrastruktur und vieles mehr zeigen wirtschaftlichen Wohlstand und Bedeutung der Stadt im Altertum. Stybera überlebte jedoch die Angriffe der Goten (268 n. Chr.) nicht. Die Stadt wurde nie wieder aufgebaut.
Eine wichtige Stätte ist auch Bela Crkva, 6 km von Styberra entfernt, wo sich vermutlich das antike Alalkomenai befand.
In Prilep befinden sich vor der Kirche Verkündigung des Herrn (1838 erbaut) ein bulgarischer und ein deutscher Soldatenfriedhof des Ersten und Zweiten Weltkrieges, auf dem auch Gefallene anderer Nationen beigesetzt sind, unter anderen ein Sohn des Reichspräsidenten Friedrich Ebert. Beide Friedhöfe konnten jahrzehntelang nicht gepflegt werden und verfielen. Die Deutsche Kriegsgräberstätte Prilep wurde seit 2004 durch deutsche Soldaten der KFOR-Einsatzkontingente und den Volksbund Deutsche Kriegsgräberfürsorge mit Unterstützung der deutschen Botschaft Skopje und großem Engagement der Stadt Prilep wieder hergerichtet. Am 29. August 2009 fand die feierliche Wiedereinweihung unter Beteiligung hochrangiger Gäste aus Nordmazedonien, Bulgarien und Deutschland statt.

## Verkehr
Der Bahnhof von Prilep liegt an der Bahnstrecke Veles–Kremenica und wird von Zügen zwischen Skopje und Bitola bedient.

## Söhne und Töchter der Stadt
- Heiliger Nicodim von Tismana (1320–1406), Theologe
- Metodij Kuschew (1838–1922), bulgarischer Geistlicher
- Danail Kraptschew (1880–1944), bulgarischer Journalist
- Fethi Okyar (1880–1943), türkischer Politiker
- Dimitar Talew (1898–1966), Schriftsteller
- Metodi Lepavzov (Lemeto; 1905–1983), Künstler
- Krume Kepeski (1909–1988), Linguist
- Ilija Džuvalekovski (1915–2004), Film- und Fernsehschauspieler
- Krste Crvenkovski (1921–2001), Politiker
- Blaže Koneski (1921–1993), Schriftsteller und Philologe
- Blagoja Spirkovski-Dzumerko (1946–2015), Film- und Fernsehschauspieler
- Jašar Ahmedovski (* 1964), Turbofolksänger
- Zvonko Stanojoski (* 1964), Schachgroßmeister
- Petar Naumoski (* 1968), Basketballspieler
- Elena Velevska (* 1980), Sängerin
- Ilčo Naumoski (* 1983), Fußballspieler
- Amra Sadikovic (* 1989), Tennisspielerin
- Hristina Risteska (* 1991), Sprinterin
- Ezgjan Alioski (* 1992), Fußballspieler
- Andrea Sedloska (* 2003), Handballspielerin

## Städtepartnerschaften
Prilep unterhält Städtepartnerschaften mit folgenden Städten:
- Assenowgrad,  Bulgarien[2]
- Radom,  Polen
- Garfield, New Jersey,  USA
- Tschernihiw,  Ukraine[3]
- Verona,  Italien[4]